# László Deák
László Deák (ur. 7 stycznia 1891 r. w Egerze, zm. 5 listopada 1946) – węgierski zawodowy oficer piechoty, zbrodniarz wojenny, dowódca węgierskiej 19 Dywizji Rezerwowej, Grupy Bojowej SS Deák, 61 Pułku Grenadierów SS oraz 33 Dywizji Kawalerii SS (3 węgierskiej) podczas II wojny światowej.

## Życiorys
W latach 1906–1909 uczył się w wyższej szkole piechoty w miejscowości Sopron. W 1912 r. ukończył Królewską Akademię Wojskową "Ludovika" w Budapeszcie w stopniu porucznika, otrzymując przydział do 19 Pułku Piechoty Honwedu stacjonującego w Peczu. Brał udział w I wojnie światowej. Po jej zakończeniu wstąpił do wojska węgierskiego. Doszedł do stopnia pułkownika.
Do czerwca 1942 r. dowodził 9 pułkiem piechoty Honvédów "Hunyadi János" w Segedzie, a do sierpnia – 19. Dywizją Rezerwową. Na ich czele uczestniczył w rajdzie okupacyjnych wojsk węgierskich po południowej Baczce, w wyniku którego zostało zamordowanych ogółem ok. 3,8 tys. serbskich i żydowskich cywilów. W sierpniu został z tego powodu usunięty z armii, a rok później oskarżony o zbrodnie wojenne.
W styczniu 1944 r. wstąpił ochotniczo do Waffen-SS, zostając dowódcą SS-Kampfgruppe Deák w stopniu SS-Oberführera. Została ona przeniesiona do Belgradu, gdzie Węgrzy otrzymali niemieckie mundury, wyposażenie i uzbrojenie. Stamtąd powróciła na Węgry, gdzie od 10 września rozpoczęto szkolenie wojskowe w rejonie miejscowości Titel w komitacie Bacs. Po 12 dniach Węgrzy zostali przetransportowani do południowej Baczki w celu zwalczania komunistycznej partyzantki Josipa Broz Tity. W wyniku ciężkich walk SS-Kampfgruppe "Déak" utraciła niemal 1/3 stanu osobowego. W tej sytuacji 28 października została wycofana na tyły, a następnie wysłana na Węgry do Kaposvár, a następnie do Zalaszentgrót. 3 listopada rozwiązano ją i włączono do 25 Dywizji Grenadierów SS "Hunyadi", gdzie stała się zaczątkiem formowanego w Segedzie 61. Pułku Grenadierów SS. Jego dowódcą został L. Deák. W lutym 1945 r. uczestniczył w pracach organizacyjnych związanych z tworzeniem XVII Korpusu Armijnego SS (węgierskiego). W pierwszych dniach maja poddał się w Bawarii wraz z ocalałymi żołnierzami 61 Pułku Grenadierów SS Amerykanom.
Następnie został wydany Jugosławii w styczniu 1946 roku, gdzie osądzono go za zbrodnie wojenne w Baczce - morderstwo 5000 Serbów i Żydów  i skazano 31 października 1946 r. na karę śmierci. Został powieszony 5 listopada 1946 wraz z innymi oficerami odpowiedzialnymi za te zbrodnie: gen. Ferencem Szombathelyi i gen. Józsefem Grassym.